# Inácio Pedro VIII Abdel-Ahad
Inácio Pedro VIII Abdalahad (nascido Pierre Grégoire Abdalahad; 30 de junho de 1930 – 4 de abril de 2018) foi patriarca de Antioquia e de todo o Oriente da Igreja Católica Siríaca de 2001 a 2008.

## Biografia
Grégoire entrou no seminário de Santo Efrém-São Bento, administrado pelos padres beneditinos em Jerusalém, e depois teve que continuar sua formação no seminário de Charfet, no Líbano. Sua ordenação sacerdotal, juntamente com outros sete confrades, ocorreu em 17 de outubro de 1954, pela imposição das mãos de Sua Beatitude o Patriarca Cardeal Ignatius Gabriel I Tappouni, na Catedral de São Jorge, em Beirute.
Ele foi nomeado professor e tesoureiro no seminário de Charfet e capelão da Confraria de Nossa Senhora da Imaculada Conceição, e publicou "al-Dalil al-hadi", um guia árabe para a liturgia da missa, orações e cânticos. A partir de 1965, foi pároco da Paróquia de São José, em Belém, onde dedicou seus serviços aos pobres e aos deslocados pela guerra de 1967, e conseguiu construir uma creche e um lar para peregrinos em Belém. Em 1979, foi nomeado Vigário Patriarcal na Terra Santa e, em 1986, concluiu a construção de uma nova igreja de São Tomás em Jerusalém para substituir a antiga igreja destruída após a guerra árabe-israelense de 1948. Grégoire também concluiu a construção do vicariato e de um centro de peregrinos e jovens.
Em 1991, foi eleito Exarca Patriarcal de Jerusalém da Igreja Católica Siríaca, território que cobre a Palestina e Jordânia. O Papa João Paulo II o nomeou Bispo titular de Batnae dei Siri em 29 de junho de 1996. Recebeu a consagração episcopal em 21 de junho de 1997, na Catedral Notre-Dame de l'Assomption, Alepo, pelo Patriarca Católico Siríaco Inácio Antônio II Hayek; os principais co-consagradores foram Jacques Georges Habib Hafouri, Arcebispo Emérito de Hassaké-Nisibi dos Sírios, e Denys Raboula Antoine Beylouni, Arcebispo de Alepo dos Sírios.
Foi eleito Patriarca de Antioquia e Bispo de Beirute dos Sírios em 16 de fevereiro de 2001, pelo sínodo eleitoral da Igreja Católica Síria reunida em Charfet. João Paulo II o confirmou em 20 de fevereiro e sua entronização ocorreu no dia 25 do mesmo mês, na catedral de Beirute, com o nome de Ignace Pierre VIII. 
Durante seu ministério patriarcal, Inácio Pedro VIII fez imensos esforços para ajudar sua Igreja, que foi tão severamente afetada pelas crises no Líbano. Ele fez uma breve visita ao Iraque pouco antes da invasão em 2003, para mostrar seu afeto e solidariedade aos seus seguidores. Tornou-se especialmente conhecido por sua compaixão pelos pobres e deslocados, tendo concluído o projeto Saint Ephrem HLM, localizado no antigo campo sírio em Beirute. Ele também começou a construir a nova igreja em Jounieh, concluída em 2017, em nome de “Nossa Senhora de Fátima”.
Sua renúncia foi aceita em 2 de fevereiro de 2008.
Inácio Pedro VIII Abdalahad morreu em Jerusalém em 4 de abril de 2018 e foi sepultado na Igreja de São José, Belém, do Exarcado Patriarcal de Jerusalém.